# Jürgen Landt
Jürgen Landt (* 1957 in Loitz, Kreis Demmin) ist ein deutscher Autor.
Landt wurde 1983 aus der DDR ausgebürgert und übersiedelte nach Hamburg. Er lebt zurzeit als freischaffender Autor in Greifswald. Jürgen Landt hat seit 1988 mehrere Bände mit Kurzprosa veröffentlicht.
1999 erhielt er ein  Arbeitsstipendium der Stiftung Kulturfonds Berlin, danach erhielt er drei Literaturstipendien des Landes Mecklenburg-Vorpommern.
2007 erschien sein erster Roman „Sonnenküsser“ bei Edition M. In dem autobiographischen Roman über seine Kindheit und Jugend bis zum 19. Lebensjahr geht es um den Unangepassten Peter Sorgenich, der unabhängig und ohne Verantwortung zu übernehmen leben möchte. Mathias Schnitzler charakterisiert den Roman als „maßlos, roh, brutal … wahrhaftig … und … gut.“ er beschreibe die DDR von ganz unten.

## Werke
- Der Preisgeber der Aufmerksamkeit. Cracked Egg Verlag, Heidelberg 1988 (2. überarb. Aufl. 1990).
- Keine Sonderfahrt. Edition Get Up & Shine, Greifswald 1997.
- Der Gang durch die Tüte. Edition Get Up & Shine, Greifswald 1997, ISBN 978-3-934355-01-9.
- Ich nickte mit dem Mundgeruch. Edition Get Up & Shine, Greifswald & Tressow 2000, ISBN 978-3-934355-00-2.
- Bis zum Hals. Bench Press Publishing, Grabenstetten 2001, ISBN 978-3-933649-15-7.
- Immer alles kurz vorm Tod. Bench Press Publishing, Grabenstetten 2002, ISBN 978-3-933649-20-1.
- In echt. Bench Press Publishing, Grabenstetten 2004, ISBN 978-3-933649-22-5.
- Der Sonnenküsser. Edition M, Weimar & Rostock 2007, ISBN 978-3-933713-27-8.
- Realität ist Zauberwald. Bench Press Publishing, Grabenstetten 2008, ISBN 978-3-933649-24-9.
- Alles ist noch zu begreifen. freiraum-verlag, Greifswald 2012, ISBN 978-3-943672-01-5.
- Letzter Stock im Feuer. freiraum-verlag, Greifswald 2014, ISBN 978-3-943672-26-8.[6]
- Als das Dasein sich verpfiff. freiraum-verlag, Greifswald 2015, ISBN 978-3-943672-63-3.
- Auf Kippe / Der Künstler Jürgen Landt. Risse, Zeitschrift für Literatur in Mecklenburg und Vorpommern, Sonderheft Nr. 8/2016, ISSN-NR. 0949-7994.
- Wir treffen uns noch. freiraum-verlag, Greifswald 2017, ISBN 978-3-943672-97-8.
- Grüß den krummen Stern von mir. Mit 101 Grafiken von Urs Bumke, Limitierte Sonderausgabe, handgearbeitet, Greifswald 2017.
- Verkehr vorerst gestoppt. freiraum-verlag, Greifswald 2018, ISBN 978-3-96275-003-9.
- Markus Öhrlich (Hrsg.): Und raus bist du. Kurzgeschichten. Reihe: Realität ist Zauberwald, Limitierte Sonderausgabe, 2024.